# Tour de Flandes 1953
El Tour de Flandes 1953, la 37ª edición de esta clásica ciclista belga. Se disputó el 5 de abril de 1953.
El ganador fue el holandés Wim van Est, que se impuso al esprint a su compañero de fuga en la llegada a Wetteren, el belga Désiré Keteleer. El francés Bernard Gauthier acabó en tercera posición. 

## Clasificación General
| Posición | Ciclista         | Equipo                | Tiempo     |
| -------- | ---------------- | --------------------- | ---------- |
| 1        | Wim van Est      | Garin                 | 7h 19' 00" |
| 2        | Désiré Keteleer  | Garin                 | m. t.      |
| 3        | Bernard Gauthier | Mercier-Hutchinson    | + 45"      |
| 4        | Louison Bobet    | Stella-Wolber-Dunlop  | + 1' 40"   |
| 5        | Loretto Petrucci | Bianchi-Pirelli       | + 1' 40"   |
| 6        | Attilio Redolfi  | Mercier-Leducq        | + 2' 40"   |
| 7        | Jacques Dupont   | Dilecta-Wolber-Louvet | + 4' 48"   |
| 8        | Hilaire Couvreur | Terrot-Hutchinson     | + 5' 50"   |
| 9        | Stanislas Bober  | Alcyon-Dunlop         | + 5' 54"   |
| 10       | Valère Ollivier  | Bertin-d'Alessandro   | + 6' 10"   |